# Polymixis hagar
Polymixis hagar är en fjärilsart som beskrevs av Rothschild 1912. Polymixis hagar ingår i släktet Polymixis och familjen nattflyn. Inga underarter finns listade i Catalogue of Life.